# Точка Нееля
То́чка Нее́ля — антиферромагнитная точка Кюри, температура {\displaystyle T_{N}}, выше которой антиферромагнетик теряет свои специфические магнитные свойства и превращается в парамагнетик (фазовый переход II рода). Вблизи {\displaystyle T_{N}} достигают максимального значения аномалии немагнитных свойств антиферромагнетиков (теплоёмкости, коэффициента теплового расширения, температурного коэффициента электропроводности и т. д.). Названа по имени Луи Нееля, получившего за работы, касающиеся антиферромагнетизма и ферримагнетизма Нобелевскую премию по физике в 1970 году. 